# Anders Møller (MF)
 For alternative betydninger, se Anders Møller. (Se også artikler, som begynder med Anders Møller)
Anders Møller (født 24. februar 1972 i Køge) er en dansk projektleder og tidligere folketingsmedlem for Venstre i Vestsjællands Amtskreds 20. november 2001. Fra 29. oktober 2002 var han løsgænger.
Anders Møllers skolegang fandt sted på Hastrupskolen i Køge, derefter på Haslev Idrætsefterskole og Hjemly Fri- og Efterskole, Ringe. Han har desuden en højere handelseksamen fra Køge Handelsskole i 1991. I 1998 gik han på Rønshoved Højskole.
Anders Møller er uddannet hos A.P. Møller-Mærsk i 1992 og var selvstændig 1999-2001.
Den politiske karriere begyndte som medlem af Venstres Ungdoms landsstyrelse i 1992-1994. Fra 1993-1994 var han desuden medlem af Liberalt Oplysnings Forbunds landsstyrelse. I 1994 blev han valgt til Køge Byråd, og i 1998 blev han tillige medlem af Roskilde Amtsråd. Han har været medlem af Junior Chamber fra 1996. Han tog orlov fra amtsrådet 1. januar 2002. Anders Møller var desuden formand for bestyrelsen for Køge Gymnasium frem til 2002. Fra 2002 har han været formand for Kunstmuseet Køge Skitsesamling.
Anders Møller var opstillet til Folketinget i Nykøbing Sjælland-kredsen fra 1995 til 2001.
Anders Møller blev i 1997 gennem Ekstra Bladet kendt som Lurer-Anders, da det kom frem at han gennem et hul i væggen havde kigget på piger i solariet i Køge Svømmeland. Han stillede 2002 sit medlemskab af Venstre i bero for at skåne partiet for en sexchikanesag og trak sig senere fra politik.